# Židovský hřbitov v Uhlířských Janovicích
Židovský hřbitov se nachází na jižním okraji města Uhlířské Janovice v okrese Kutná Hora, v ulici Ke Koupališti. V roce 1958 byl hřbitov vyhlášen kulturní památkou.

## Historie a popis

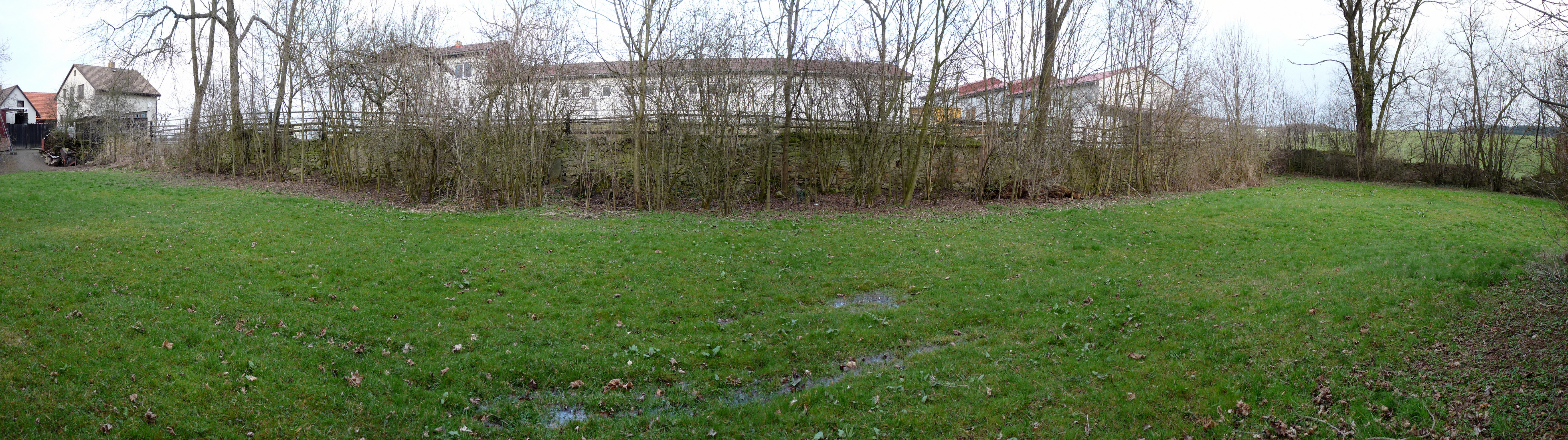

Uhlířskojanovičtí židé byli až do roku 1834 pohřbíváni na hřbitovech ve Zbraslavicích, Malešově a Kolíně, ale už v roce 1829 bylo právě kvůli zamýšlenému zbudování vlastního hřbitova založeno místní pohřební bratrstvo. Povolení se podařilo získat o čtyři roky později, ale již v roce 1832 byl zakoupen pozemek, který byl roku 1907 o něco rozšířen na dnešních 4107 m2. Prvním pohřbeným byl 10. února 1834 Michal Weiss, pohřby zde pak probíhaly až do roku 1942.
Po druhé světové válce areál postupně chátral a byl ničen. Přilehlý dům hrobníka a márnice byly roku 1966 zbourány a deska s hebrejským nápisem, která byla původně na domku připevněná, byla uložena v městském muzeu. Po roce 1979 byly některé náhrobky odprodány pražskou Židovskou náboženskou obcí a hřbitov se dále likvidoval. Kolem roku 1985 areál získal do vlastnictví stát pro zamýšlenou výstavbu rodinných domů, z ní však nakonec sešlo a hřbitov se po listopadu 1989 vrátil do rukou ŽO v Praze.
Obdélníkový pozemek je obklopen porostem keřů se zbytky ohradní zdi, uprostřed rostou stromy a areál je čistě travnatý, udržovaný nájemcem pozemků v sousedství. Do současné doby se na místě dochovaly pouze dva náhrobky – jeden u východní ohradní zdi a druhý přeměněný na památník, jež zaniklý hřbitov připomíná. Dvacet náhrobků, které byly nalezeny při stavbě v Ondřejově u Prahy, je umístěno na novém židovském hřbitově ve Světlé nad Sázavou.
Areál je volně přístupný s hlavním vchodem ze západní strany hřbitova, od ulice Ke Koupališti.

## Židovská komunita ve městě
Židovská komunita je v Uhlířských Janovicích doložena od 17. století. Nejvyšší počet židovských obyvatel zde byl na konci 19. století, a to 192 lidí.